# Wolf 1061c
Wolf 1061c je extrasolární planeta obíhající okolo červeného trpaslíka Wolf 1061 v souhvězdí Hadonoše. Okolo své mateřské hvězdy obíhá v obyvatelné zóně, tj. v takové vzdálenosti od hvězdy, při které se může na povrchu planety vyskytovat voda v tekutém skupenství.
Nachází se ve vzdálenosti 14,1 světelného roku od Země a v době svého objevu se jednalo o exoplanetu, která se nacházela nejblíže Zemi, tehdy ještě před objevem dosud nejbližší exoplanety Proxima Centauri b. Jedná se o druhou ze tří planet obíhající okolo hvězdy Wolf 1061 v pořadí podle vzdálenosti od své mateřské hvězdy a doba oběhu planety okolo hvězdy činí 17,9 pozemského dne. Wolf 1061c je klasifikována jako superzemě, tedy jako planeta, jejíž hmotnost přesahuje hmotnost Země, avšak nedosahuje hmotnosti Uranu nebo Neptunu.

## Fyzikální vlastnosti

#### Hmotnost, poloměr a teplota
Hmotnost planety Wolf 1061c je odhadována na nejméně 3,4 násobek Země, čímž je řazena mezi tzv. superzemě. Poloměr není přesně znám, avšak usuzuje se, že by mohl činit 1,6 násobek zemského poloměru. Průměrná teplota na povrchu dosahuje 223 K (–50 °C), což je jen o trochu vyšší, než jaká teplota panuje na Marsu.
V poměru k ostatním objektům ve vesmíru se Wolf 1061c nachází relativně blízko Zemi, neboť vzdálenost činí pouhých 14,1 světelného roku.

### Objev
Wolf 1061c byla objevena 17. prosince 2015 za pomocí analýzy spektrálních dat získaných ze spektrografu HARPS, který je součástí teleskopu ESO 3.6 m nacházejícího se v Evropské jižní observatoři na stanovišti hory La Silla v Chile. Respektive byla znovu zanalyzována data, která byla získána již v roce 2005.

### Mateřská hvězda
Planeta Wolf 1061c obíhá okolo červeného trpaslíka Wolf 1061, okolo kterého obíhají celkem tři exoplanety. Hmotnost této hvězdy je pouhý 0,25 násobek hmotnosti Země a její poloměr číní 0,26 násobku zemského poloměru. Povrchová teplota této hvězdy průměrně dosahuje 3380 K, což je mnohem nižší teplota v porovnání se Sluncem, jehož teplota činí 5778 K.
Zdánlivá magnituda hvězdy Wolf 1061 činí 10,1, tudíž tato hvězda není ze Země pozorovatelná pouhým okem.

### Oběžná dráha
Wolf 1061c obíhá okolo své mateřské hvězdy ve vzdálenosti 0,08 AU s periodou 17,9 pozemských dní, avšak i přes svoji velice blízkou polohu vzhledem ke hvězdě získává pouze necelé 1 % záření, které získává Merkur (jsoucí v téměř čtyřnásobné vzdálenosti) od Slunce.

## Obyvatelnost
Planeta se nachází 0,084 AU od své mateřské hvězdy a leží u vnitřního kraje obyvatelné zóny, která se rozléhá ve vzdálenosti 0,073 – 0,190 AU od mateřské hvězdy Wolf 1061. Pro porovnání obyvatelná zóna slunce dosahuje do vzdáleností od 0,5 AU do 3,0 AU.
Je velice pravděpodobné, že mezi mateřskou hvězdou a exoplanetou Wolf 1061c nastal stav vázané rotace, čili jevu, při němž je planeta přivrácena ke hvězdě pouze jednou stranou a druhá strana je vždy zahalena ve stínu. Tento jev by mohla způsobit velice blízká vzdálenost planety ke hvězdě, kdy slapové síly udržují jednu stranu planety přivrácenou k mateřské hvězdě. Tento stav by měl za následek extrémní teplotní rozdíly mezi osvětlenou a zahalenou stranou planety, avšak terminátor (rozhraní mezi osvětlenou a temnou stranou planety) by pravděpodobně obyvatelný být mohl. Tato obyvatelná zóna na planetě by mohla být rozšířena, pokud její atmosféra efektivně vyměňuje teplo mezi horkou a chladnou částí planety.
Studie provedená v roce 2017 dospěla k závěrům, že je nepravděpodobné, aby se na povrchu jedné ze tří planet planetárního systému Wolf 1061 vyskytovala voda v kapalném skupenství. Wolf 1061c totiž leží v podobné oblasti jako Venuše, u níž dochází k takzvanému nekontrolovatelnému skleníkovému jevu, který zabraňuje ochlazení planety, kvůli čemuž je veškerá voda na povrchu vypařena.